# El Soler de Jaumàs
El Soler de Jaumàs (o també el Soler de Geumar, segons algunes fonts) és una masia del municipi de Puig-reig (Berguedà) inclosa en l'Inventari del Patrimoni Arquitectònic de Catalunya.

## Descripció
Malgrat que la Masia del Soler de Jaumàs ha sofert moltes modificacions, són ben definits els diferents períodes constructius. L'estructura respon a la tipologia de masia dels segles XV i XVI amb coberta a dues vessants amb la façana principal horitzontal (malgrat les últimes modificacions). A tramuntana, la masia conserva l'estructura més antiga, torre de defensa, gairebé anul·lada del tot. A migdia els porxos corresponen a l'ampliació del segle xviii i també la capella de la casa advocada a Sant Julià, que fou reformada i ampliada l'any 1878. Aquesta capella tenia un interessant altar barroc que fou cremat durant la Guerra Civil (1936-1939). És també interessant la sala i la cuina.

## Història
És una de les propietats més antigues de Puig-reig. Situada en un indret estratègic, prop del camí ral, el Soler amplià considerablement les seves propietats al llarg del segle xvii i XVIII amb una política matrimonial molt clara de casaments amb pubilles riques. No obstant això, el cas de l'annexió de la propietat de Farriols obeeix a una altra causa, ja que el darrer propietari del Soler de Jaumàs, Climent Nadeu Soler de Jaumàs, el 1790, en els capítols matrimonials d'una neboda, Antònia Rodoreda i Soler, de Casserres, amb Miquel Corominas i Alsina, de Farriols, deixava escrit que, si moria sense descendència, llegava la propietat a la seva neboda amb la condició que unissin les dues propietats i visquessin a la casa del Soler de Jaumàs.
La Masia conserva una considerable documentació familiar des del segle XV-XVI.
La Masia del Soler de Jaumàs fou fogatjada l'any 1553: "Pere Joan Soler".
La masia és documentada des del segle xiii com una de les propietats dels Templers a la parròquia de Santa Maria de Merola. Part de les terres depenien de la senyoria jurisdiccional del Monestir de Santa Maria de Serrateix, a qui pagaven censos. Al segle xv tenien casa al recinte casteller de Puig-reig i estaven obligats arranjar les obres de la muralla.
El patrimoni familiar augmentà considerablement als segles xvi i xvii i foren batlles del terme nomenats pels Hospitalers.